# La Mouette (Chtchedrine)
Pour les articles homonymes, voir La Mouette.
La Mouette (Ча́йка, Tchaïka) est un ballet en deux actes de Rodion Chtchedrine, sur un livret de Rodion Chtchedrine et de Valéry Loewental inspiré de la pièce éponyme d'Anton Tchekhov. Il a été créé en 1980 à Moscou.

## Histoire du ballet
Pour son quatrième ballet (et le premier d'après Tchekhov), le compositeur Chtchedrine crée une forme musicale totalement novatrice. La partition de La Mouette comprend vingt-quatre moments musicaux (préludes), trois interludes  (rappelant le scandale de la pièce lors de la première de Saint-Pétersbourg le 17 octobre 1896) et un postlude.  
Forte de son expérience avec le ballet Anna Karénine, Maïa Plissetskaïa crée la chorégraphie et interprète le rôle-titre. Après la première, la critique de ballet Natalia Krymova écrit : « Le rôle de Maïa Plissetskaïa dans ce spectacle est tout à fait cohérent avec l'esprit de la pièce et exprime la diversité d'émotions si importantes pour l'auteur. Plissetskaïa en tant que chorégraphe professe clairement ce que dit Treplev:" de nouvelles formes sont nécessaires". Elle brise donc les canons traditionnels du ballet, les remplace par une pantomime. Personnifiant Nina Zaretchnaïa, elle ne danse que ce qui "coule librement de l'âme". La danse de Plissetskaïa dans "La Mouette" peut à juste titre être attribuée à ces mots: "la vie de l'esprit humain". Un événement curieux se produit à la première du Bolchoï. Une femme s'est endormie dans le public à l'orchestre. Elle rêve qu'une bonbonne de gaz explose dans sa maison de campagne et elle a crié dans toute la salle. Des centaines de spectateurs l'ont fixée du regard, suspendus à leurs loges. Tout le monde sur scène s'est figé, mais l'orchestre a continué à jouer. Et elle a crié quand le bruiteur a imité très résolument un tir sur une mouette. »

## Morceaux musicaux

### Acte I
- Préludes no 1-7
- Interlude
- Préludes no 8-12
- Interlude
- Prélude no 13

### Acte II
- Préludes no 14-17
- Interlude
- Préludes no 18-24
- Postlude

## Représentations

### Première au Bolchoï
La première a lieu le 27 mai 1980.
- Chorégraphie de Maïa Plissetskaïa
- Direction artistique de Valéry Loewental
- Costumes de Maïa Plissetskaïa: Pierre Cardin,
- Chef d'orchestre: Alexandre Lazarev.

#### Distribution
- La mouette, Nina Zaretchnaïa: Maïa Plissetskaïa, puis Alla Mikhaltchenko
- Treplev: Alexandre Bogatyrev, puis Viktor Barykine
- Trigorine: Mikhaïl Gabovitch, puis Sergueï Radtchenko, Boris Efimov
- Irina Arkadina: Lioudmila Boutskova, puis Lioudmila Romanovskaïa
- Macha: Natalia Sedykh, puis Irina Chostak
- Sorine: Boris Miagkov
- L'instituteur Medvedenko: Vassili Smoltslov
- Le docteur Dorn: Andreï Petrov
- Paulina: Irina Nesterova
- Chamraïev: Vassili Borokhobko
- Iakov: Mikhaïl Mineïev
- le cuisinier: Nikolaï Aktchourine
- la bonne: Alla Alexandrova
- épisodes: Mikhaïl Presnetsov, Sergueï Tchouvakine, Andreï Chakhine, Mikhaïl Choulguine

Ce ballet a été joué 71 fois; la dernière a été représentée le 4 janvier 1990.

### Représentations dans d'autres villes
La chorégraphie originale de 1980 a été jouée par Maïa Plissetskaïa sur d'autres scènes européennes: 
- 1983 — Théâtre Pergola (Florence)
- 1985 — Théâtre de Göteborg

#### Distribution
- la mouette, Nina Zaretchnaïa: Maïa Plissetskaïa
- Treplev — Viktor Barykine